# Alex Kakuba
Alex Kakuba (Kampala, Uganda, 12 de junio de 1991) es un futbolista profesional de origen ugandés que juega como defensa en el C. D. Alcains del Campeonato de Portugal.

## Carrera
Empezó su carrera como profesional en el Proline FC, equipo de la Liga Premier de Uganda. En el verano de 2012 abandona el equipo ugandés para jugar en el equipo de la Liga Distrital de Portugal del Esperança de Lagos.
En el mercado invernal ficha por el equipo del Sporting Clube da Covilhã de la Segunda División de Portugal en el que jugaría un total de 50 partidos y marcaría 1 gol. Al terminar la temporada 2013/14 ficha por el también equipo portugués Estoril Praia.
Tras varios años en Portugal, en julio de 2018 se marchó al PAS Giannina de Grecia. Su etapa en el club duró 5 meses. En marzo de 2019 firmó con el FC Lori de Armenia.
En julio de 2019, un año después de su marcha de Portugal y tras dos breves aventuras en Grecia y Armenia, regresó al país luso para jugar en el Cova da Piedade. Allí estuvo dos años y, después de haber finalizado contrato, en septiembre de 2021 se unió al Louletano D. C.